# House (Nouveau-Mexique)
Pour les articles homonymes, voir House.
House est un village de l'État américain du Nouveau-Mexique, situé dans le Comté de Quay. Selon le recensement de 2010, sa population est de 68 habitants.